# Dex Meets Dexter
Dex Meets Dexter – debiutancki album studyjny amerykańskiego rapera Famous Dexa. Został wydany 6 kwietnia 2018 roku przez 300 Entertainment i Rich Forever Music. Album zawiera gościnne występy; Diplo, ASAP Rocky, Wiz Khalifa i Drax Project.
Album wspierały trzy single: „Pick It Up” z udziałem ASAP Rocky'ego, „Japan” i „Light” z udziałem Drax Project.

## Single
Główny singel z albumu, „Pick It Up” z udziałem ASAP Rocky'ego, został pierwotnie wydany na koncie SoundCloud Famous Dexa 18 października 2017 r., zanim został udostępniony w serwisach streamingowych 20 października 2017 r. Teledysk został wydany 17 stycznia 2018 roku.
Drugi singel z albumu, „Japan”, został wydany w serwisach streamingowych 16 marca 2018 roku. Piosenka zajęła 28. miejsce na liście Billboard Hot 100, stając się najwyżej notowanym singlem Dexa.
Trzeci singel z albumu, „Light” z udziałem Drax Project, został wydany 30 marca 2018 r.

## Lista utworów
Lista utworów.
1. „DMD” – 2:28
2. „Prove It” – 3:28
3. „Japan” – 2:22
4. „Deadpool” – 2:24
5. „Light” (gościnnie: Drax Project) – 3:18
6. „Celine” – 1:55
7. „Take Her” (gościnnie: Wiz Khalifa) – 3:21
8. „Hemi" – 1:50
9. „Pick It Up”(gościnnie: ASAP Rocky) – 3:11
10. „Them Days” – 3:30
11. „Said So” – 5:00
12. „XOXO” – 2:00
13. „Chump” – 2:36
14. „Champion” (gościnnie: Diplo) – 2:00

## Pozycję na listach
| Lista (2018)                           | Pozycja |
| -------------------------------------- | ------- |
| USA Billboard 200                      | 12      |
| USA Top R&B/Hip-Hop Albums (Billboard) | 10      |
| USA Top Rap Albums (Billboard)         | 9       |

| Lista (2018)                           | Pozycja |
| -------------------------------------- | ------- |
| USA Top R&B/Hip-Hop Albums (Billboard) | 79      |

## Certyfikaty
| Kraj                     | Certyfikat | Sprzedaż |
| ------------------------ | ---------- | -------- |
| Stany Zjednoczone (RIAA) | Złoto      | 500,000  |